# Paul Methuen
Sir Paul Methuen (ur. ok. 1672 w Bradford-on-Avon, zm. 11 kwietnia 1757) – brytyjski dyplomata i polityk.

## Życiorys
Jego ojcem był John Methuen (1650–1706), angielski dyplomata.
Dwukrotnie (1697–1701 i 1706–1708) zastępował ojca na stanowisku posła angielskiego w Portugalii.
Członek parlamentu w latach 1708–1710 i 1713–1714 z okręgu Brackleyand. Około tego okresu posłował też do Hiszpanii i Maroka. Od 1715 do 1747 radca stanu, zaprzysiężony 29 października 1714.
Od 22 czerwca 1716 do 10 kwietnia 1717 Sekretarz Stanu Południowego departamentu.
Jerzy I Hanowerski uczynił go kawalerem Orderu Łaźni w maju 1725 roku. Zmarł nie ożeniwszy się w 1757 został pochowany obok ojca w Westminster Abbey.
Miasto Methuen w Massachusetts nazwane jest na jego cześć.